# Сосновский, Иван Васильевич
Ива́н Васи́льевич Сосно́вский (28 марта (9 апреля) 1868 — после 1917) — действительный статский советник, камергер; архангельский губернатор в 1907—1911 годах; одесский градоначальник — в 1911—1917 годах.

## Биография
Родился 28 марта (9 апреля) 1868 года в семье Василия Осиповича Сосновского. В 1890 году окончил юридический факультет Императорского Санкт-Петербургского университета с «дипломом первой степени» и поступил на службу в Земский отдел Министерства внутренних дел. Летом 1893 года назначенный архангельским губернатором А. П. Энгельгардт предложил ему должность младшего чиновника по особым поручениям. Через год, 30 августа 1894 года его наградили орденом Св. Станислава 3-й степени и вскоре перевели в Петербург в Министерство внутренних дел. Весной 1897 года он был назначен старшим помощником начальника канцелярии Комитета министров; в 1899 году командирован в Сибирь — курировать переселенческие вопросы вдоль трассы строившейся Транссибирской магистрали. В 1900 году, когда Сосновский был командирован на Всемирную выставку в Париже в качестве заведующего отделом Комитета Сибирской железной дороги, французское правительство отметило его кавалерским Крестом ордена Почётного Легиона. В январе 1903 года он возглавил отделение канцелярии Комитета министров, откуда 6 декабря 1904 года был переведён на должность пермского вице-губернатора.
По предложению П. А. Столыпина назначен архангельским губернатором. На должность вице-губернатора он пригласил А. Ф. Шидловского. При Сосновском в Архангельской губернии были введены суд присяжных заседателей и земские учреждения; по его инициативе в Архангельске был сооружён Памятник Петру I; он продолжил начатое ещё при А. П. Энгельгардте устройство телефонно-телеграфного сообщения Архангельска: телеграфная линия, связавшая все пункты Мурманского побережья, позволила организовать телеграфную службу штормовых предупреждений, разработанную Л. Л. Брейтфусом; к 1911 году Архангельск был связан телеграфной сетью с Петербургом и всеми уездными городами России. На время его губернаторства пришёлся 200-летний юбилей М. В. Ломоносова и Сосновский принял в подготовке праздничных торжеств самое активное участие; по его инициативе с 22 мая 1911 года Архангельской гимназии было присвоено наименование Ломоносовской, а в ноябре была учреждена гимназическая Ломоносовская стипендия «для образования одного из крестьян Архангельской губернии». Сосновский также выступил с инициативой учредить в Архангельске музей Русского Севера имени М. В. Ломоносова, которая была одобрена 8 ноября 1911 года императором Николаем II; было создано Архангельское общество изучения Русского Севера; 2 декабря 1909 года городская дума на заседании под председательством И. В. Сосновского составила «докладную записку от Архангельского городского общественного управления с ходатайством об обращении внимания правительства на полную целесообразность соединения Архангельского порта железной дорогой с Западной Сибирью». 

И. В. Сосновский (в центре) среди членов Одесского аэроклуба. Стрельбищное поле Одессы, июнь 1912 г.

Сосновский был инициатором и организатором экспедиций В. А. Русанова на Новую Землю, в результате чего в 1910 году было организовано становище Ольгинское на Северном острове Новой Земли; по его настоянию казной было куплено быстроходное судно «Андрей Первозванный» — для использования в качестве сторожевого корабля в Баренцевом море и у Новой Земли. Сосновским направлено ходатайство об учреждении пограничной стражи на русско-норвежской границе и в 1912 году появился первый сторожевой пост. Такая плодотворная деятельность привела к избранию И. В. Сосновского почётным гражданином Архангельска.
Острый ревматизм вынудил его поменять климат на южный и с 1911 года по январь 1917 года он был одесским градоначальником. С 11 января 1917 года — товарищ министра внутренних дел А. Д. Протопопова. Дальнейшая информация о нём отсутствует. Издал ряд трудов, в том числе составил фотоальбом «Северный край» (1908).

## Память
В честь И. В. Сосновского названа бухта в Баренцевом море (архипелаг Новая Земля) — нанесена на карту в 1910-м году Г. Я. Седовым.

## Семья

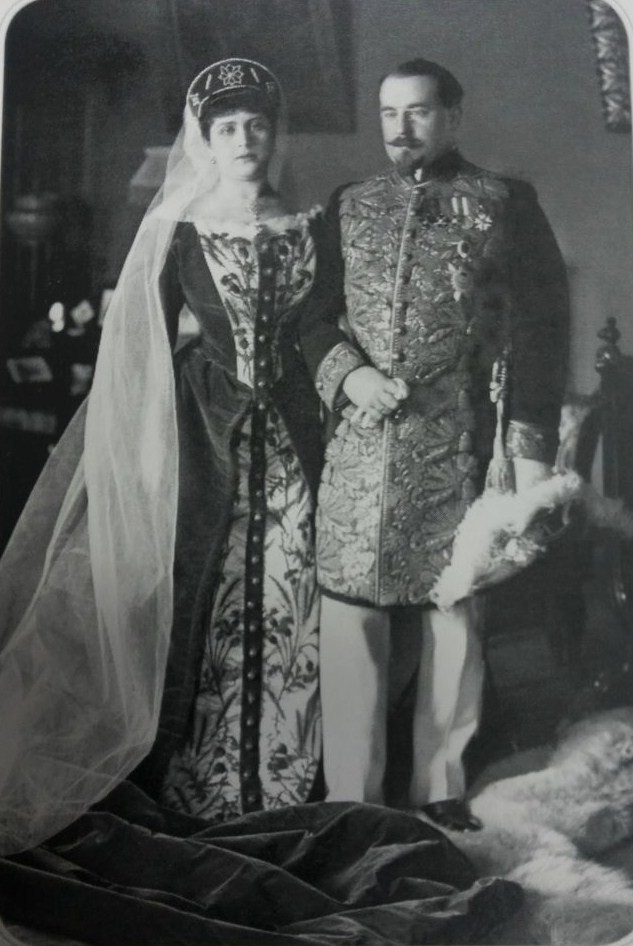
Сосновский с женой перед
отъездом на дворцовый бал (1913)

Жена (с 1909 года) —  Любовь Семёновна Тюмянцева (1884—1953), по первому браку княгиня Вадбольская. Благотворительница. С 1923 года в эмиграции во Франции, жила в Париже. Состояла членом Сестричества при Свято-Александро-Невском соборе. Работала в библиотеке храма. Неоднократно получала благодарности за церковную деятельность. Умерла в октябре 1953 года в Париже.